# Marisol Touraine

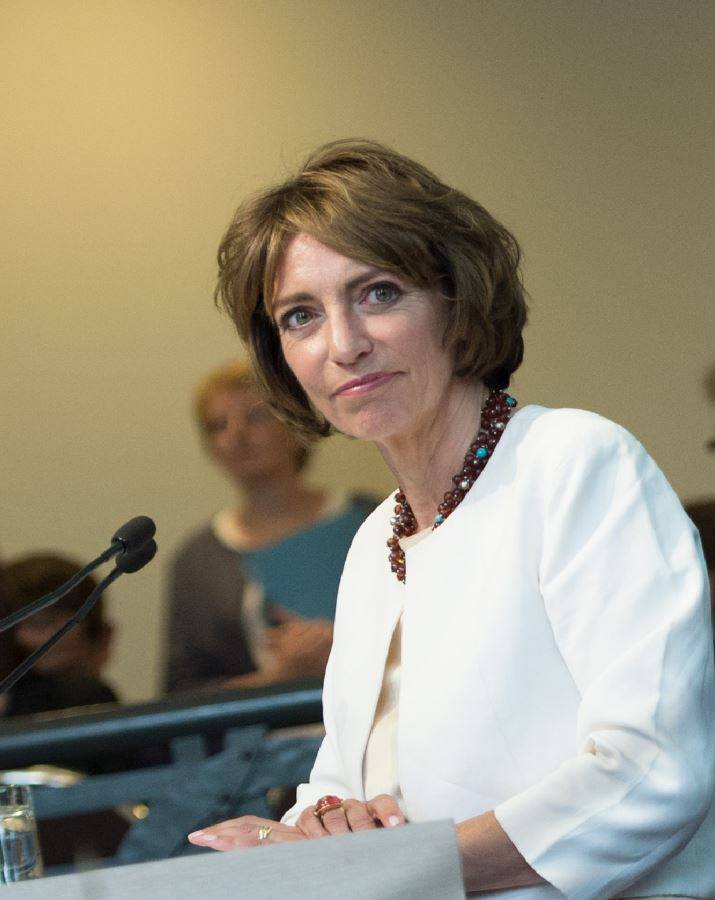
Marisol Touraine

Marisol Touraine (Parijs, 7 maart 1959) is een Frans politica.

## Levensloop
Marisol Touraine is de dochter van de socioloog Alain Touraine en van de arts, tandarts en chirurg Adriana Pizarro Arenas (†1990). Haar broer, de endocrinoloog Philippe Touraine, doceert aan de CHU Pitié-Salpétrière. Haar oom, René Touraine (1928-1988), was dermatoloog en hoogleraar.
Na studies aan de École normale supérieure de jeunes filles en een licentiaat economische en sociale wetenschappen, studeerde ze ook aan het Institut d'études politiques de Paris en aan Harvard University.
Ze trouwde in 1989 met Michel Reveyrand-de Menthon, Frans ambassadeur in Mali (2006-2010) en in Tchad (2010-2013) en bijzonder vertegenwoordiger van de Europese Unie in de Sahel (2013- ). Ze hebben drie kinderen.

## Politiek
Ze begon haar loopbaan als medewerkster aan het Secretariaat-Generaal voor Defensie. Van 1988 tot 1991 was ze adviseur op het kabinet van eerste minister Michel Rocard. In 1991 werd ze benoemd tot lid van de Raad van State.
In 1997 werd ze verkozen voor de Parti socialiste (PS) tot parlementslid voor het departement Indre-et-Loire. In 2002 werd ze niet herkozen, maar wel in 2007. Ze werd in 1998 ook verkozen tot raadslid in de algemene raad van het departement Indre-et-Loire en werd in 2011 voorzitster van deze raad, tot ze in 2012, door haar benoeming in de regering, vanwege de cumulregeling, ontslag nam.
In 1997 werd ze nationaal secretaris van de PS belast met solidariteit en de sociale bescherming. In het parlement nam ze de leiding van de oppositie tegen een wetsvoorstel van François Fillon over de hervorming van de pensioenen.
In 2011 steunde ze Dominique Strauss-Kahn voor de presidentsverkiezingen van 2012. Nadat hij uitviel, steunde ze François Hollande.

### Minister
In mei 2012 werd ze benoemd tot minister van Sociale Zaken en Gezondheid in de regering Jean-Marc Ayrault, met drie gespecialiseerde ministers onder zich. Ze oefende verder deze functie uit in de regeringen Manuel Valls en Bernard Cazeneuve.
Haar eerste opdracht was het terugbrengen naar 60 jaar van de pensioenleeftijd voor personen die, zonder onderbreking, meer dan 40 jaar gewerkt hebben.
Begin 2017 ondervond ze oppositie van de tandartsen en van de radiologen in verband met hun conventies met de sociale zekerheid.
In november 2012 realiseerde ze een ontwerp van overeenkomst over de artsenhonoraria, die vanaf begin 2013 toegepast werd door de ziekteverzekering.
In de strijd tegen het roken stelde ze voor de elektronische sigaret te verbieden, zowel in het openbaar, als algemeen voor de minder dan zestienjarigen. In 2014 stelde ze een anti-tabakswet voor met allerhande opgelegde beperkingen.
Haar wetsvoorstel over de modernisatie van de gezondheidszorg werd in december 2015 aangenomen.
Mei 2017 betekende het einde van haar ministeriële loopbaan, na het ontslag van de regering-Cazeneuve.
Ze stelde zich kandidaat voor de wetgevende verkiezingen van juni 2017 binnen de presidentiële meerderheid. Ze was weliswaar nog kandidaat voor de PS, maar in tegenstelling tot de meeste van haar collega's, kreeg ze, net als Manuel Valls en Stéphane Le Foll, geen tegenkandidaat vanwege La République en Marche. Ze werd niettemin verslagen door Sophie Auconie (UDI).

## Andere activiteiten
- Ze is lid sinds 2009 van de Club Avenir de la santé, een drukkingsgroep gefinancierd door GlaxoSmithKline.[13]
- In 2006 werd ze voorzitster van de socialistische denktank À gauche, en Europe.[14] Na de verdwijning van de medestichter Dominique Strauss-Kahn uit de politiek, lijkt de vereniging na 2008 nog nauwelijks actief te zijn geweest, althans niet op de webstek van de groep.